# Küchelscheid
Küchelscheid is een plaats in de deelgemeente Elsenborn van de Duitstalige gemeente Bütgenbach. De plaats ligt in de Belgische provincie Luik op de grens met Duitsland.
Deelgemeenten: Bütgenbach · Elsenborn

Overige kernen: Berg · Küchelscheid · Leykaul · Nidrum · Weywertz

Belgische gemeenten · Duitstalige Gemeenschap · Arrondissement Verviers · Luik · Wallonië